# Équipe cycliste Eneicat-CMTeam
L'équipe cycliste Équipe cycliste Eneicat-CMTeam est une équipe cycliste féminine professionnelle basée en Espagne, créée en 2019.

## Organisation et historique
L'équipe est fondée en 2019 et obtient une licence en tant qu'équipe féminine UCI jusqu'en 2020. En 2021, elle dispose d'une licence en tant qu'équipe continentale féminine UCI. Les coureuses de l'équipe remportent leurs premières victoires sur des championnats nationaux.
L'équipe participe principalement à des courses en Espagne et au Portugal, ainsi qu'à des courses en Amérique du Sud et centrale. Aranza Villalón décroche les premiers succès internationaux sur la Vuelta a Formosa Femenina en 2021. En 2023 et 2024, l'équipe est invitée sur le Tour d'Espagne.

## Classements UCI
Ce tableau présente les places de l'équipe au classement de l'Union cycliste internationale en fin de saison, ainsi que la meilleure cycliste au classement individuel de chaque saison.
| Classement UCI | Classement UCI         | Classement UCI                              | Classement UCI |
| Année          | Classement par équipes | Meilleure coureuse au classement individuel |                |
| -------------- | ---------------------- | ------------------------------------------- | -------------- |
| 2019           | 42e                    | Varvara Fasoi (268e)                        |                |
| 2020           | 36e                    | Varvara Fasoi (105e)                        |                |
| 2021           | 26e                    | Aidi Gerde Tuisk (177e)                     |                |
| 2022           | 38e                    | Maribel Aguirre (233e)                      |                |
| 2023           | 40e                    | Aranza Villalón (153e)                      |                |
| 2024           | 34e                    | Daniela Campos (163e)                       |                |
|                |                        |                                             |                |
| Source : UCI   |                        |                                             |                |

L'équipe est également classée sur l'UCI World Tour féminin.
| UCI World Tour | UCI World Tour         | UCI World Tour                              | UCI World Tour |
| Année          | Classement par équipes | Meilleure coureuse au classement individuel |                |
| -------------- | ---------------------- | ------------------------------------------- | -------------- |
| 2021           | 33e                    | Anna Baidak (175e)                          |                |
| 2022           | 39e                    | Aranza Villalón (227e)                      |                |
| 2023           | 32e                    | Andrea Alzate (221e)                        |                |
| 2024           | -                      | Ariana Gilabert (350e)                      |                |
|                |                        |                                             |                |
| Source : UCI   |                        |                                             |                |

## Eneicat-CMTeam en 2025
Effectif
| Effectif 2025            | Effectif 2025     | Effectif 2025 | Effectif 2025                            |
| Cycliste                 | Date de naissance | Pays          | Équipe précédente                        |
| ------------------------ | ----------------- | ------------- | ---------------------------------------- |
| Inna Abaidullina         | 21 mars 2025      | Russie        | Matos Mobility-Optiria Women Team (2024) |
| Andrea Alzate            | 9 octobre 1996    | Colombie      | Soltec Team (2022)                       |
| Valentina Basilico       | 17 avril 2003     | Italie        | Bepink (2023)                            |
| Daniela Campos           | 31 mars 2002      | Portugal      | Bizkaia-Durango (2023)                   |
| Ariana Gilabert          | 12 avril 2000     | Espagne       | Laboral Kutxa-Fundación Euskadi (2023)   |
| Mariana Líbano           | 9 janvier 2004    | Portugal      | Soltec Iberoamérica Costa Cálida (2024)  |
| Angie Mariana Londoño    | 26 août 2005      | Colombie      |                                          |
| Claudia San Justo        | 3 octobre 2003    | Espagne       |                                          |
| Nicole Steinmetz         | 21 mai 2003       | États-Unis    | Cynisca Cycling (2024)                   |
| Mireia Trias             | 22 mars 2000      | Espagne       | Massi Baix Ter (2024)                    |
| Carolina Vargas          | 28 août 2002      | Colombie      | Colnago CM Team (2021)                   |
|                          |                   |               |                                          |
| Source : ProCyclingStats |                   |               |                                          |

Victoires
| Victoires | Victoires | Victoires | Victoires | Victoires | Victoires |
| Date      | Course    | Pays      | Classe    | Vainqueur |           |
| --------- | --------- | --------- | --------- | --------- | --------- |